# Quercus welshii
Quercus welshii, és una espècie roure que pertany a la família de les fagàcies i està dins de la secció dels roures blancs, que són els roures blancs d'Europa, Àsia i Amèrica del Nord.

## Descripció
Quercus welshii és un arbust caducifoli de 0,61 a 1,83 m d'alçada. Té un elaborat sistema d'arrels que ajuda a estabilitzar els sòls a les comunitats de matollars arenosos del desert, on està ben ancorat. Les seves fulles són el·líptiques o en forma de llança amb 6-10 lòbuls al llarg dels marges, amb puntes punxegudes, de vegades amb lòbuls i dents i fan entre 1,3 a 5,1 cm de llargada, amb pèls densos pels dos costats, i es tornen suaus amb l'edat. La seva època de floració és entre els mesos de març a juny. Les flors masculines i femenines estan separats en raïms penjants. Les glans tenen una longitud de 13 a 19 mm.:143

## Distribució i hàbitat
Quercus welshii es pot trobar a l'altiplà del Colorado i la regió de Canyonlands, al sud-oest dels Estats Units, a Arizona, Utah, oest de Colorado i nord-oest de Nou Mèxic. I creix a les comunitats d'arbustos del desert de sorra i als sòls sorrencs de matollars d'arbustos negres i comunitats de boscos de ginebre pinyoner.:143

## Taxonomia
Quercus welshii va ser descrita per Robert A. Denham i publicat a A Utah Flora: Third Edition, revised 317, a l'any 2003.
Etimologia
Quercus: Nom genèric del llatí que designava igualment al roure i a l'alzina.
welshii: epítet en honor del botànic estatunidenc Stanley L. Welsh.:143
Sinonímia
- Quercus havardii var. tuckeri S.L.Welsh[4][5]